# Фрёлер, Йоханн
Йо́ханн Фрё́лер (нем. Johann Fröhler) — австрийский футболист, нападающий.

## Клубная карьера
Йоханн Фрёлер начал свою карьеру в венском клубе «Рудольфсхюгель» в 1913 году, выступая на позиции центрального нападающего. В сезоне 1914/15 его команда дошла до полуфинала Кубка Австрии, где уступила венской «Адмире» со счётом 1:2. В ходе розыгрыша Фрёлер забил 4 мяча, причём все — в матче второго раунда против команды «Германия».
В чемпионате Австрии «Рудольфсхюгель» не занимал лидирующих позиций и выступал нестабильно, однако Фрёлер регулярно становился лучшим бомбардиром команды. По итогам сезона 1918/19 «Рудольфсхюгель» занял второе место (один из лучших результатов клуба за всю историю), а Фрёлер с 14 голами стал лучшим бомбардиром чемпионата, разделив этот титул с нападающим венского «Рапида» Йозефом Уридилом. Однако в сезоне 1922/23 клуб вылетел во второй дивизион. Став победителем дивизиона в сезоне 1923/24, «Рудольфсхюгель» вновь вернулся в элиту австрийского футбола. В следующем сезоне Фрёлер завершил карьеру.
В конце карьеры Фрёлер перешёл с позиции нападающего в защитники.

## Достижения
- Победитель второго дивизиона Австрии (группа «Юг»): 1923/24
- Лучший бомбардир чемпионата Австрии: 1919[8]

## Статистика выступлений
| Клуб             | Сезон            | Лига | Лига | Кубок Австрии | Кубок Австрии | Итого | Итого |
| Клуб             | Сезон            | Игры | Голы | Игры          | Голы          | Игры  | Голы  |
| ---------------- | ---------------- | ---- | ---- | ------------- | ------------- | ----- | ----- |
| Рудольфсхюгель   | 1913/14          | 8    | 4    | -             | -             | 8     | 4     |
| Рудольфсхюгель   | 1915             | 9    | 6    | 3             | 4             | 12    | 10    |
| Рудольфсхюгель   | 1915/16          | 8    | 1    | -             | -             | 8     | 1     |
| Рудольфсхюгель   | 1916/17          | 0    | 0    | -             | -             | 0     | 0     |
| Рудольфсхюгель   | 1917/18          | 13   | 7    | 2             | 2             | 15    | 9     |
| Рудольфсхюгель   | 1918/19          | 17   | 14   | 2             | 3             | 19    | 17    |
| Рудольфсхюгель   | 1919/20          | 14   | 4    | 1             | 0             | 15    | 4     |
| Рудольфсхюгель   | 1920/21          | 20   | 9    | 1             | 0             | 21    | 9     |
| Рудольфсхюгель   | 1921/22          | 20   | 14   | 1             | 0             | 21    | 14    |
| Рудольфсхюгель   | 1922/23          | 16   | 6    | 1             | 0             | 17    | 6     |
| Рудольфсхюгель   | 1923/24          | 21   | 1    | 2             | 1             | 23    | 2     |
| Рудольфсхюгель   | 1924/25          | 9    | 1    | 0             | 0             | 9     | 1     |
| Всего за карьеру | Всего за карьеру | 155  | 67   | 13            | 10            | 168   | 77    |